# José María Alcabú Rodrigo

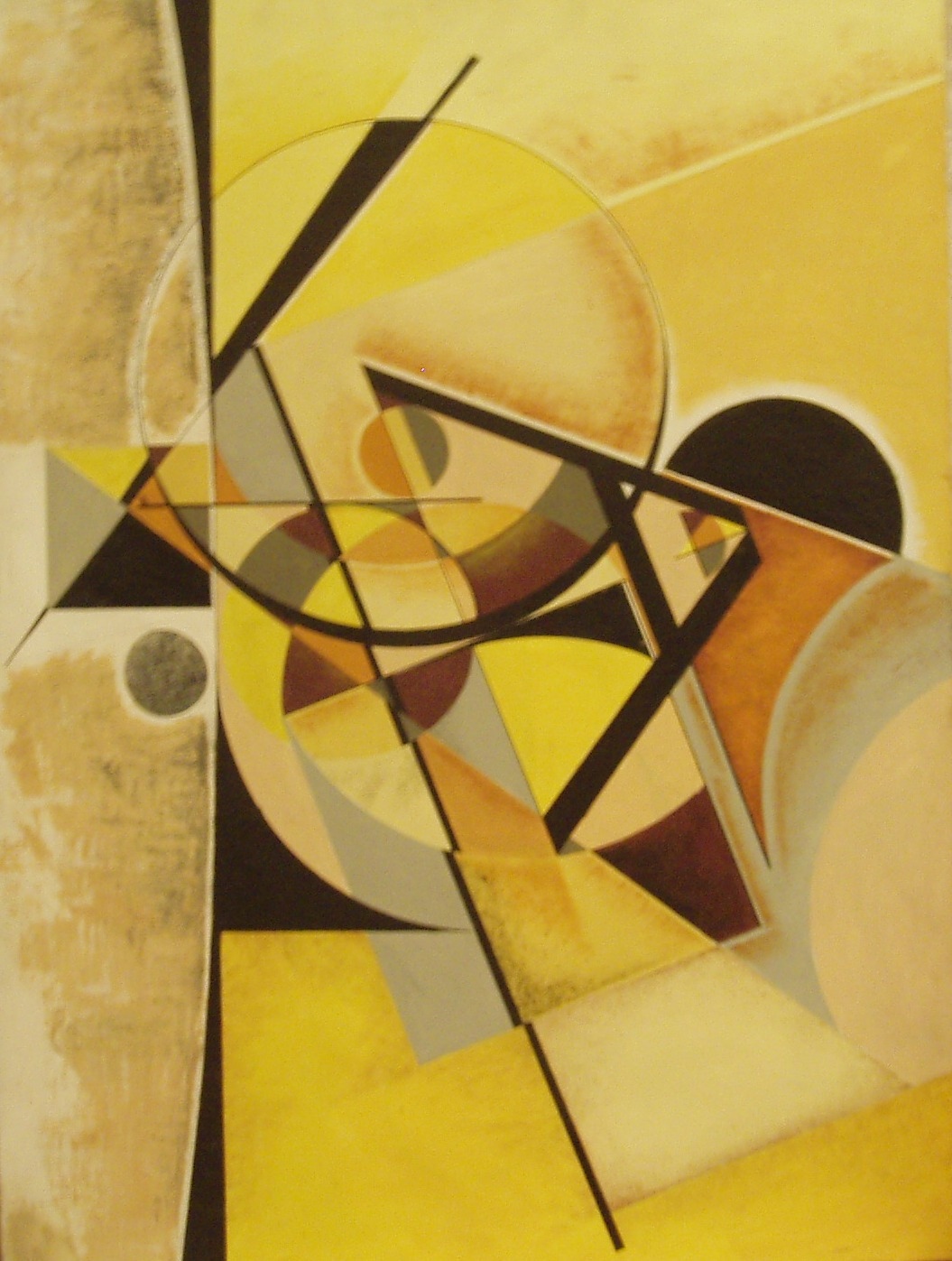
Autor: José María Alcabú Rodrigo
Colección privada, Barcelona, España.

José María Alcabú Rodrigo,  (n. en Jalance, 1932- m. en Barcelona, 1977) pintor y publicista español del siglo XX.
Cursó estudios de Bellas Artes en Barcelona (España) a finales de los años 40.
Cultivó diversas escuelas pictóricas entre ellas el cubismo, el surrealismo y el arte abstracto.
Influenciado por artistas de renombre como Juan Gris, Picasso y Tapies, llegó a compartir estudio, en sus primeros años, con este último.
Recibió diversos premios nacionales e internacionales en reconocimiento a su obra y labor. Si bien alcanzó el cénit de su reconocimiento años después de su prematura muerte.
En el campo de la publicidad estuvo vinculado desde su juventud con las más prestigiosas agencias, siendo el responsable de las primeras campañas publicitarias televisivas en la España de los años 50 y 60 y participando en la introducción en el mercado nacional de productos tan emblemáticos como Nescafé, Masaje de Afeitado Floïd, Campari o Queso en Porciones El Caserío, para quien acuñó la célebre frase: "Del Caserío me Fío". Convirtiéndose en un icono a nivel nacional.

## Obras

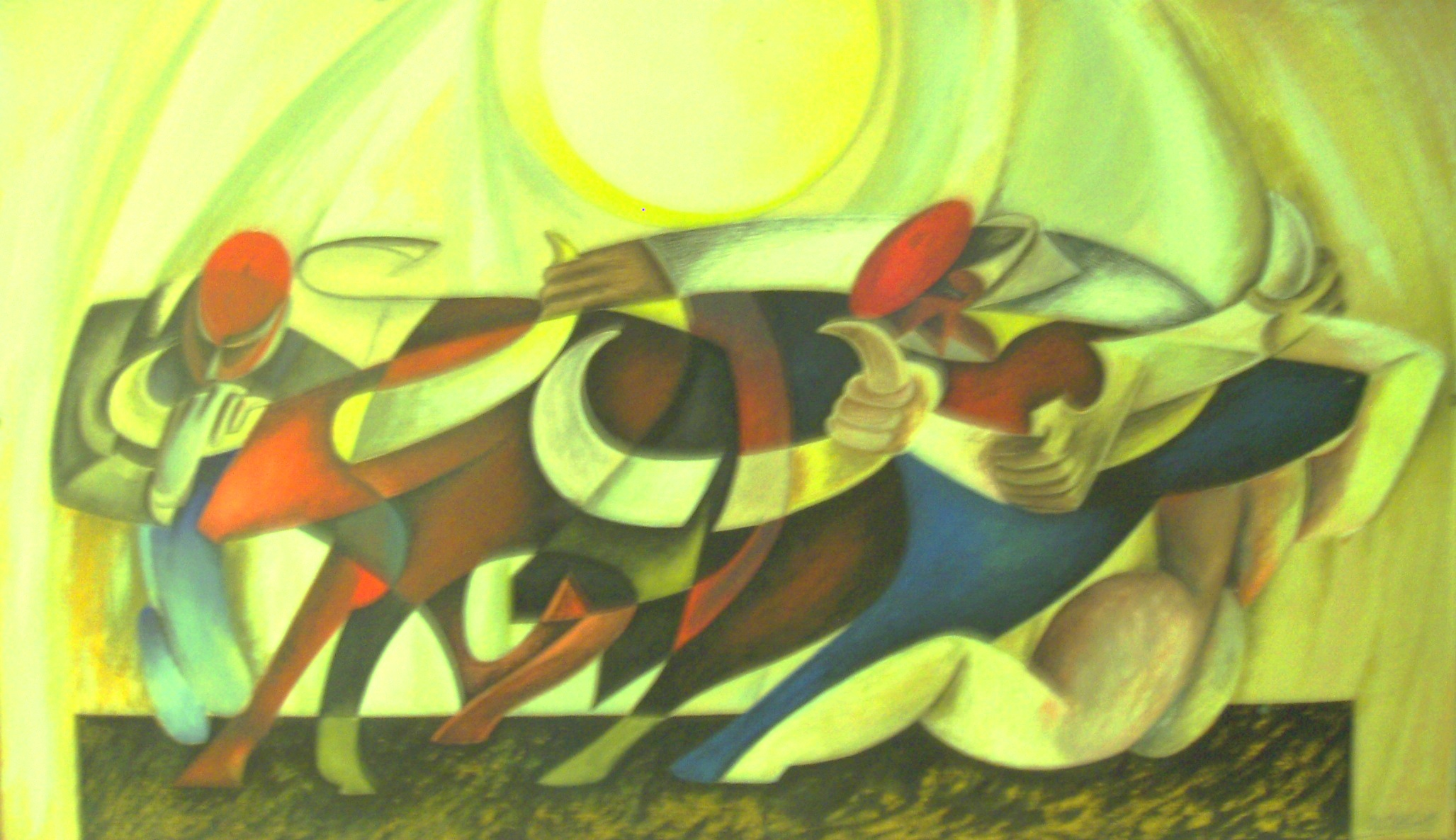
Autor: José María Alcabú Rodrigo
Colección privada, Barcelona, España.

- Datos: Q5942554